# 上坝乡
上坝乡，是中华人民共和国重庆市云阳县下辖的一个乡镇级行政单位。

## 行政区划
上坝乡下辖以下地区：
生基村、治安村、药场村、石梁村、东阳村和龙凤村。